# سیارک ۱۵۰۹۹
سیارک ۱۵۰۹۹ (به انگلیسی: 15099 Janestrohm، نامگذاری:2000AE92) پانزده هزار و نود و نهمین سیارک کشف شده‌است که در ۵ ژانویه ۲۰۰۰ کشف شد.
قدر مطلق سیارک برابر ۱۹.۵ است.